# Artie Lewicki
Pour les articles homonymes, voir Lewicki.
 (septembre 2017).
Arthur Michael Lewicki (né le 8 avril 1992 à Ridgewood, New Jersey, États-Unis) est un lanceur droitier des Tigers de Détroit de la Ligue majeure de baseball.

## Carrière
Joueur des Cavaliers de l'université de Virginie, Artie Lewicki est choisi par les Tigers de Détroit au 8e tour de sélection du repêchage amateur de 2014.
Il fait ses débuts dans le baseball majeur comme lanceur partant des Tigers de Détroit face aux Royals de Kansas City le 4 septembre 2017.